# Liviu Librescu
Liviu Librescu (Ploiești, Roumanie, 18 août 1930 – 16 avril 2007, Blacksburg, États-Unis) était un professeur en ingénierie et en mathématiques à l'université Virginia Tech. Israélien d'origine roumaine résidant aux États-Unis depuis 1985, survivant de l'Holocauste, il a fait ses études à l'université polytechnique de Bucarest et a atteint une renommée internationale pour ses travaux d'ingénierie et pour la publication de nombreux ouvrages. Il a été abattu dans la fusillade de Virginia Tech alors qu'il bloquait la porte d'entrée de sa salle de cours au forcené, sauvant ainsi la vie à une vingtaine d'étudiants.

## Biographie

### Vie et carrière
Étant de confession juive, il est envoyé dans le camp de travail de Transnistrie (Moldavie) avec sa famille durant la Seconde Guerre mondiale, puis transféré au ghetto de Focșani. Il survit à l'Holocauste et se lance dans des études de technologie aérospatiale à l'Université polytechnique de Bucarest. Il est diplômé en 1952 puis poursuit un master à la même université. En 1969, il obtient son doctorat de mécanique des fluides.
De 1953 à 1975, il travaille en tant que chercheur à l'Institut de mécanique appliquée, à l'Institut de mécanique des fluides et à l'Institut de mécanique des fluides et de construction aérospatiale de l'Académie des sciences de Roumanie.
Il émigre vers Israël en 1978. De 1979 à 1985 il enseigne la construction aéronautique et mécanique à l'université de Tel Aviv.
En 1985, il décide de faire une année sabbatique aux États-Unis. Il y reste pour y enseigner à l'université Virginia Tech.

### Mort
Le 16 avril 2007, lors de la fusillade de l'université Virginia Tech, le Dr Librescu donnait un cours de mathématiques appliquées dans la salle no 201, au second étage de l’université. Il a réalisé que le tireur tentait de pénétrer dans sa classe, et qu'il tirait dans sa direction. Liviu Librescu s'est donc précipité sur la porte pour empêcher le forcené d'entrer, permettant à la vingtaine d'étudiants qui suivaient son cours de sauter par la fenêtre. Le tueur a abattu le professeur à travers la porte.